# Halophryne diemensis
Halophryne diemensis is een straalvinnige vissensoort uit de familie van de kikvorsvissen (Batrachoididae). De wetenschappelijke naam van de soort is voor het eerst geldig gepubliceerd in 1824 door Lesueur.